# Andrej Maslinko
Andrej Maslinko (in macedone Андреј Маслинко?; Skopje, 20 maggio 1997) è un cestista macedone.

## Palmarès
- Campionato macedone: 1

MZT Skopje: 2018-2019
- Coppa di Macedonia: 1

MZT Skopje: 2018